# 喷管

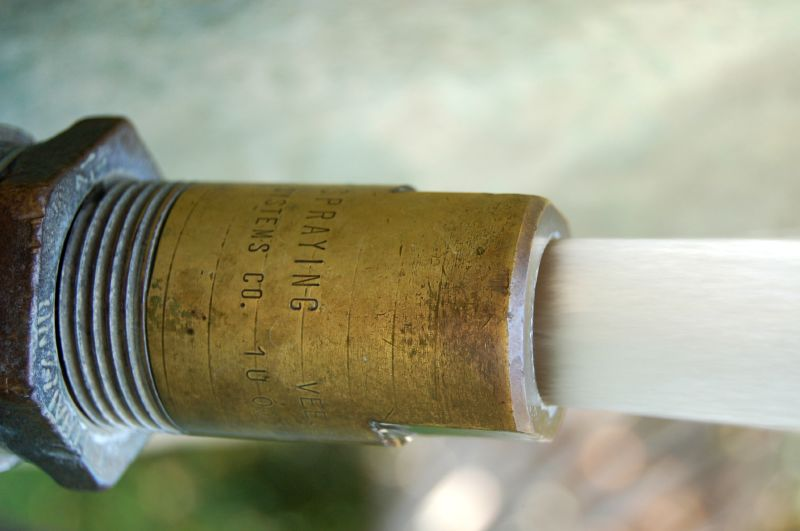
喷嘴

喷管又稱喷嘴，是一种能讓流体的压力降低並增加流体速度的短小管道。喷管出口有不同的几何形状，例如有圆形、矩形和椭圆形。喷管各個部分的截面积都不一定相同。